# Phare de Flamborough
Le phares de Flamborough  est un phare situé sur la péninsule de Flamborough Head dans le comté du Yorkshire de l'Est en Angleterre. Le phare de Flamborough Head sert de point de repère pour les navires de haute mer et le trafic côtier qui se dirigent vers Scarborough et Bridlington .
Ce phare est géré par le Trinity House Lighthouse Service à Londres, l'organisation de l'aide maritime des côtes de l'Angleterre.
Il est maintenant protégé en tant que monument classé du Royaume-Uni de Grade II.

## Histoire

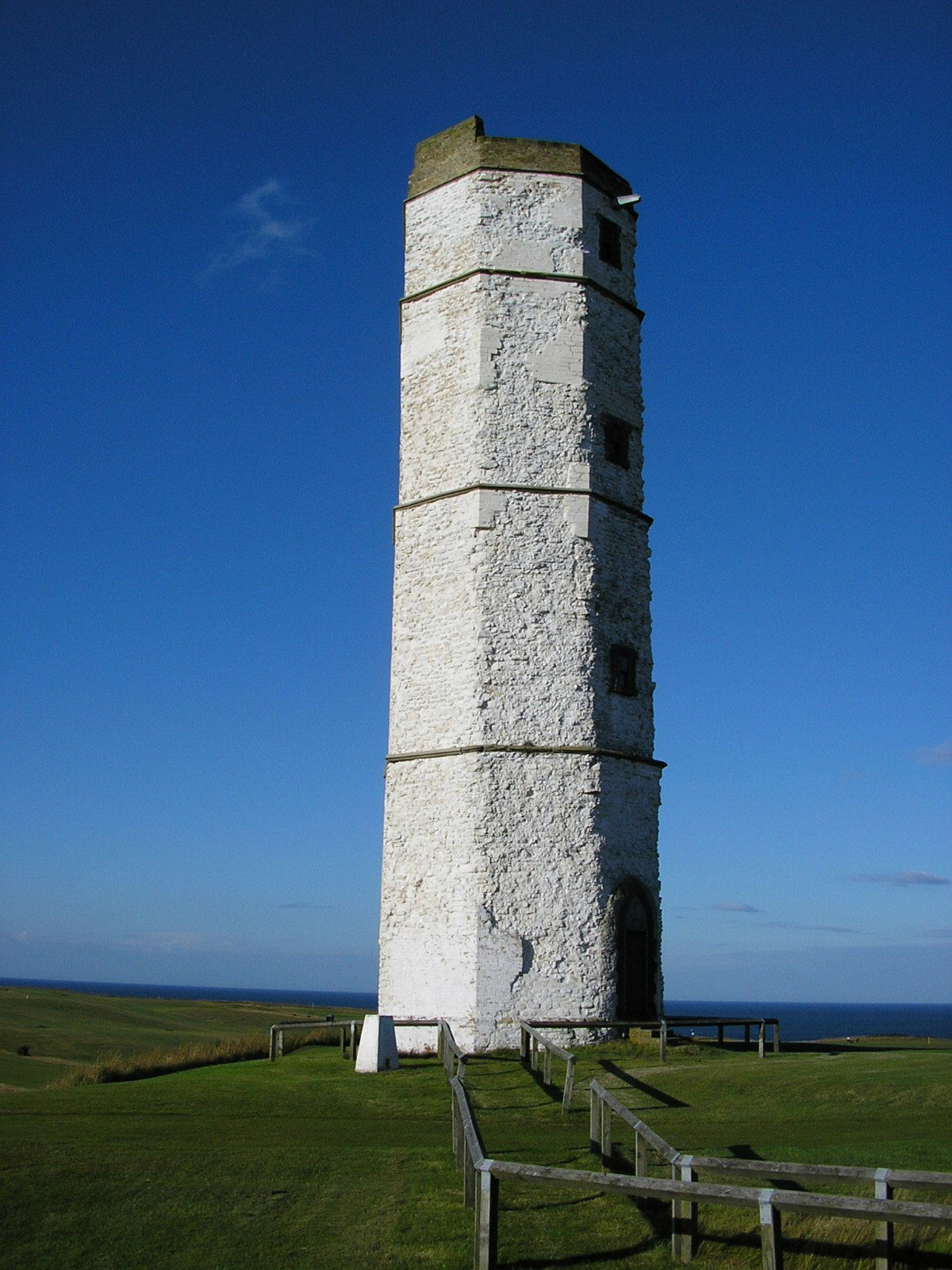
Chalk Tower

Le premier phare, construit par Sir John Clayton dès 1669, a été achevé en 1674 et est l'un des plus anciens phare complet survivant en Angleterre. Appelé Chalk Tower, il a été construit à partir de bloc de craie, n'a jamais été allumé. Il s'agit maintenant d'un bâtiment classé Grade II*.
Le phare actuel, conçu par Samuel Wyatt a été allumé le 1er décembre 1806.
La corne de brume actuelle est électrique et a été installé en 1975, remplaçant l'équipement plus ancien. Dans le passé, les avertissements par temps de brouillard étaient fournis par des roquettes lancées toutes les 5 minutes et atteignant une altitude de 180 m. Les derniers gardiens de phare sont partis le 8 mai 1996. Trinity House opèrent des visites du phare de façon saisonnière. Il s'agit maintenant d'un bâtiment classé Grade II.
Identifiant : ARLHS : ENG-042 - Amirauté : A2582 - NGA : 1964 .

### Lien connexe
- Liste des phares en Angleterre